# Verónica Gago
Verónica Gago (Chivilcoy, Argentina; 1976) es una filósofa, politóloga, investigadora y activista feminista argentina. Es autora de tres monografías: Controversia: Una lengua del exilio, La razón neoliberal: Economías barrocas y pragmática populary La potencia feminista o el deseo de cambiarlo todo. Adicionalmente, es coautora de tres libros, compiladora de dos volúmenes y ha sido escritora invitada para otros libros que recopilan ensayos.Su trabajo articula el mundo de la investigación, la academia y el activismo desde el feminismo.

## Biografía
Verónica Gago nació en Argentina, en 1976.
Estudió la carrera en Ciencia Política en la Universidad de Buenos Aires, y más adelante realizó un doctorado en Ciencias Sociales, en la misma universidad.

### Carrera docente y de investigación
Es profesora e investigadora en la Universidad de Buenos Aires y en la Universidad Nacional de San Martín. También, es integrante del Consejo Nacional de Investigaciones Científicas y Técnicas (CONICET). Coordina el Grupo de Investigación e Intervención Feminista (GIIF) y el Grupo de Trabajo Consejo Latinoamericano de Ciencias Sociales (CLACSO), que estudia las economías populares. Fue integrante del colectivo de investigación militante llamado "Situaciones" y del colectivo "Ni Una Menos".
En el ámbito editorial, es miembro de la editorial "Tinta Limón", cuya misión es visibilizar textos relacionados al discurso político y cotidiano. Gago ha trabajado para revistas académicas como miembro de consejos científicos. Entre estas revistas, se encuentran: Critical Times, Hypatia, Scripta Nova, Dialogues in Human Geography y Revista Bajo el Volcán.Asimismo, ha trabajado en Página 12, 3 puntos, TXT, Brecha, El Porteño y Debate.

### Activismo feminista
Gago se interesó por el activismo desde muy joven, pero comenzó a involucrarse de manera activa durante sus años universitarios. Su interés por el activismo estuvo influenciado por sus padres y familia, quienes participaban activamente en conversaciones políticas.
Gago se ha dedicado al activismo desde el feminismo, particularmente en el movimiento "Ni una menos". Sus referentes en el campo del feminismo son Silvia Federici, Rita Segato y Raquel Gutiérrez. Asimismo retoma el planteamiento feminista desde la economía popular, poniendo énfasis en el trabajo doméstico, así como los activismos del territorio en resistencia contra los modelos económicos extractivistas, como el del agronegocio y la minería.

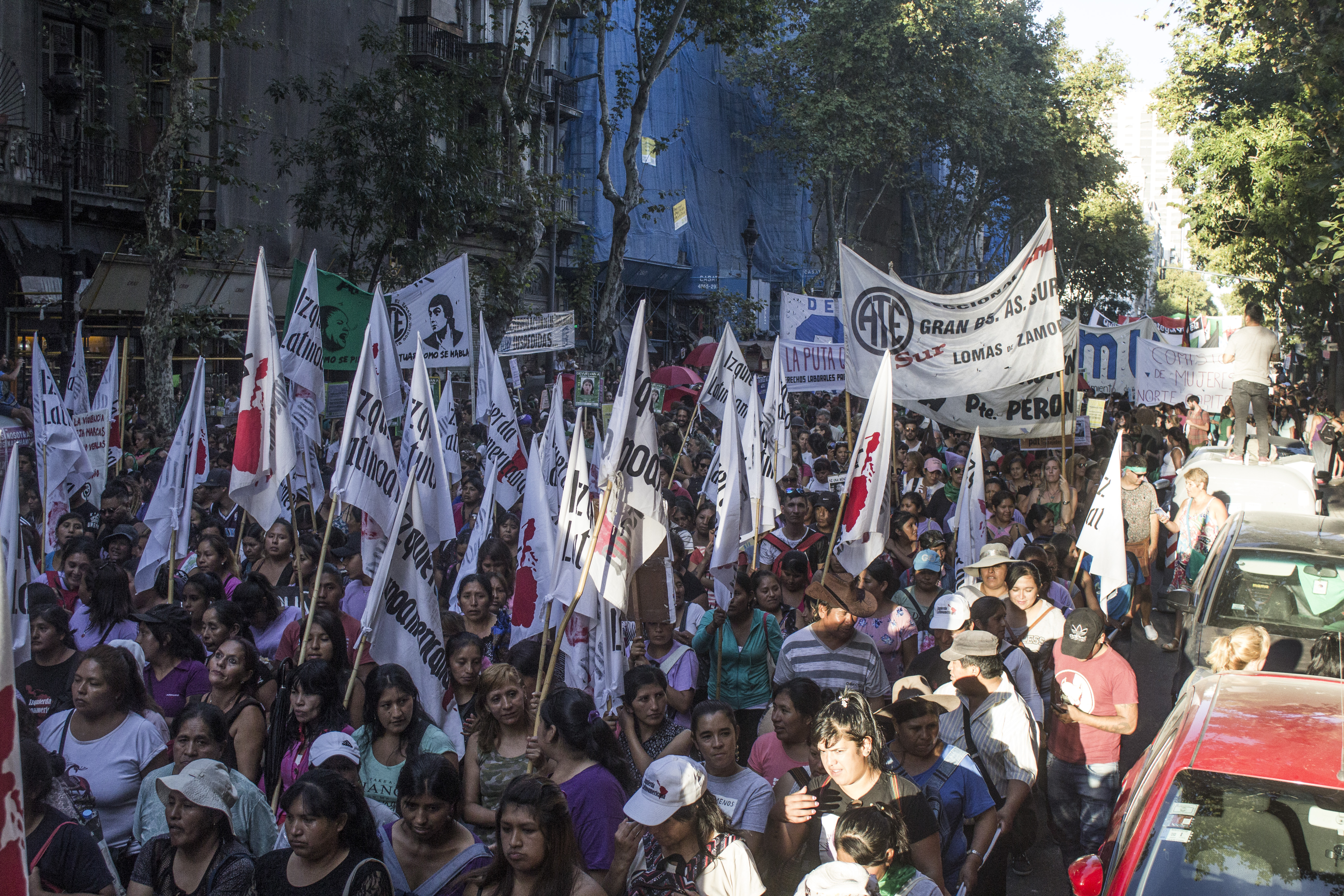
Paro internacional de mujeres en Buenos Aires, 2018.

### Planteamientos teóricos
Una de las claves del análisis teórico de Gago es la crítica al neoliberalismo. En La razón neoliberal: Economías barrocas y pragmática popular (2014), expone que dentro del neoliberalismo contemporáneo existe un «neoliberalismo desde arriba» (el tradicional) a través de organismos internacionales de crédito, corporaciones multinacionales, la clase política, etc. Pero también hay un «neoliberalismo desde abajo», que se puede constatar en la economía popular. En este sentido, la autora hace énfasis en la multiplicidad con la que se da el neoliberalismo en Argentina y en América Latina, a partir de la producción de subjetividad.Gago expone que el sistema neoliberal es una dinámica que no solo se lleva a cabo dentro de un nivel macro-político, sino que también se genera y reproduce al nivel micro-político. Asimismo, un concepto clave para la teoría de Gago es la idea de que los sujetos dentro de la red del "neoliberalismo desde abajo" son en realidad "agentes en resistencia", puesto que no están completamente controlados o explotados por el sistema neoliberal, ya que activamente mantienen deseos y metas con relación a dicho sistema.
Gago también explora diversos tipos de extractivismo y explotación laboral, como el del trabajo doméstico, que desde el capitalismo se encuentra en el terreno de lo no productivo y, por tanto, es una explotación oculta. Para el capital, pues, el trabajo femenino del hogar es una "estrategia de abaratamiento y de explotación de esa fuerza de trabajo no asalariada."El concepto de la corporalidad también está presente en los planteamientos teóricos de la mayoría de los textos de Gago. Ella usa la noción del "cuerpo-territorio" para comprender las relaciones de poder y de explotación entre el patriarcado y el cuerpo femenino, y entre los modelos de producción y la sociedad.Con relación a la huelga feminista, por ejemplo, Gago expone que el cuerpo femenino se convierte en un territorio de resistencia y contrapoder que busca transformar las estructuras patriarcales de la sociedad.  
En términos generales, la huelga feminista se puede definir como un evento de mobilización transnacional cuyo desarrollo ha ido progresando paulatinamente en la esfera pública, tanto de manera física como digital. La huelga es un instrumento esencial para el feminismo debido a su gran capacidad de formar una intensidad colectiva. Dentro de este contexto, las demonstraciones del Movimiento 8M (también conocidas como el Paro Internacional de Mujeres) son fuente de estudio para Gago, ya que generaron un inmenso cuerpo colectivo. Para Gago, lo que destaca de este cuerpo colectivo es su deseo por reconfigurar y resistir ante las estructuras jerárquicas existentes.
En su texto La potencia feminista: O el deseo de cambiarlo todo (2019), Gago retoma varios planteamientos, entre ellos el de la Huelga o paro de mujeres, como un eje teórico, analítico y metodológico. La potencia feminista se podría definir como un pensamiento alternativo del poder que permite desenlazar los límites identitarios que los ideales tradicionales del patriarcado les imponen a grupos feminizados. Como se indica en el título de su libro, para Gago, la "potencia" se refiere al deseo de cambiarlo todo. La potencia feminista permite que las mujeres desafíen la realidad que se les impone, para así percibir y reclamar una realidad nueva y deseada.
En el libro le dedica un capítulo al paro feminista, que se puede describir como una herramienta para desafiar las prácticas colonialistas y capitalistas del patriarcado.El énfasis que Gago hace sobre el paro demuestra la forma en que las violencias machistas se entrelazan, desde la explotación, desde la violencia económica y doméstica, y desde el despojo. Para Gago el paro es un «vector de transversalidad», un concepto que expresa tres dimensiones: dimensión de clase, de proceso y de capacidad estratégica (en lugar de victimización). De acuerdo con Gago, la potencia feminista está íntimamente entrelazada con la existencia de un deseo por el cambio de las circunstancias colectivas. Dicho deseo o ansia, según Gago, se describe como un agente esencial para la capacidad de transformación de la sociedad. Gago traza una línea hacia un siglo atrás, va de la mano de Rosa Luxemburgo, entre otras autoras destacadas, y recorre varios y distintos momentos del 8 de marzo para terminar mostrando cómo se expresa en el paro la crisis del patriarcado y del salario.

## Premios y reconocimientos
- 2021ː Premio English PEN Translates Awards, por la traducción de su libro Una lectura feminista de la deuda, para la editorial Pluto Press.[25]
- 2022/2023: Reconocida como Andrés Bello Chair in Latin American Cultures and Civilizations en la Universidad de Nueva York (NYU).[26]
- 2024ː Premio Konex 2024 Letras - Ensayo Político. Diploma al mérito.[27]

## Publicaciones
Gago es autora de tres monografías y co-autora de varios libros, además de ser compiladora y escritora invitada en libros de compilaciones de autores. Sus textos han sido traducidos a diversos idiomas. Entre los idiomas a los cuales se han traducido sus libros, se encuentran el alemán, el francés, el portugués, el italiano y el inglés.

### Libros y monografías
- Controversia: una lengua del exilio. Biblioteca Nacional, 2012. ISBN-10: 987174157X [30]
- La razón neoliberal: economías barrocas y pragmática popular. Tinta Limón, 2014. ISBN: 978-987-3687-03-7.[2]
- La potencia feminista: o el deseo de cambiarlo todo. Tinta Limón, 2019. ISBN: 978-987-3687-55-6.[3]
- Feminist International: How to Change Everything. Verso, 2020. ISBN: 978-1788739689 [31]
- La casa como laboratorio: finanzas, vivienda y trabajo esencial (con Lucía Cavallero). Coedición Tinta Limón/Fundación Rosa Luxemburgo, 2022. ISBN: 978-987-3687-91-4 [32]
- Eco-feminismos: la sostenibilidad de la vida (con Yayo Herrero). Icaria editorial, 2023. ISBN-10: 8418826940[33]

#### Compiladora
- 8M: constelación feminista: ¿esa es tu lucha? ¿cuál es tu huelga? Tinta Limón, 2018. ISBN: 978-987-3687-37-2[34]
- La internacional feminista: luchas en los territorios y contra el neoliberalismo. Tinta Limón, 2020. ISBN: 978-987-3687-64-8[35]

#### Escritora invitada
- Neo-operaísmo. Editorial Caja Negra, 2020. ISBN: 978-987-1622-91-7[36]
- La pública 2. Editorial La hidra cooperativa, 2023. ISBN-10: 8409499932[37]

### Traducciones de libros

#### La razón neoliberal: economías barrocas y pragmática popular
- Neoliberalism from Below: Popular Pragmatics and Baroque Economies. Traducción de Liz Mason-Deese. Duke University Press, 2017. ISBN 978-0-8223-6912-7[38]

#### La potencia feminista o el deseo de cambiarlo todo
- A potência feminista, ou o desejo de transformar tudo. Traducción Igor Peres. Editora Elefante, 2020. ISBN: 978-8-5931-1565-3[39]
- La puissance feministe: ou le désir de tout changer. Éditions Divergences, 2021. ISBN: 979-1-0970-8833-0[40]

#### Una lectura feminista de la deuda
- Uma leitura feminista da dívida: vivas, libres e sem dívidas nos queremos. 1ª Edição. Editora Criação Humana, 2019. ISBN: 978-8-5880-2279-9[41]
- Vive, libere e senza debiti! Una lettura femminista del debito. Ombre Corte, 2020. ISBN-10: 8869481611[42]
- A Feminist Reading of Debt. Traducción de Liz Mason-Deese. Pluto Books, 2021. ISBN: 978-0-7453-4172-9[43]

#### La internacional feminista
- Feminist International: How to Change Everything. Traducción de Liz Mason-Deese. Verso, 2020. ISBN-10: 178873968X[44]
- Für eine feministische Internationale: wie wir alles verändern. Traducción del inglés por Katja Rameil. Unrast Verlag, 2021. ISBN: 978-3-89771-335-2[45]

#### La casa como laboratorio: finanzas, vivienda y trabajo esencial
- The Home as Laboratory: Finance, Housing, and Feminist Struggle. Traducción de Liz Mason-Deese. Common Notions, 2024. ISBN: 978-1-9453-3507-5[46]